# لوید کافمن
لوید کافمن (انگلیسی: Lloyd Kaufman؛ زادهٔ ۳۰ دسامبر ۱۹۴۵) کارگردان، فیلم‌نامه‌نویس، تهیه‌کننده و بعضأ هنرپیشه اهل ایالات متحده آمریکا است. از فیلم‌هایی که وی در آن نقش داشته است، می‌توان به مرد کن، عشق لولی، آخرین شمارش معکوس و سلول اشاره کرد.